# أشعة فوق بنفسجية مبيدة للجراثيم

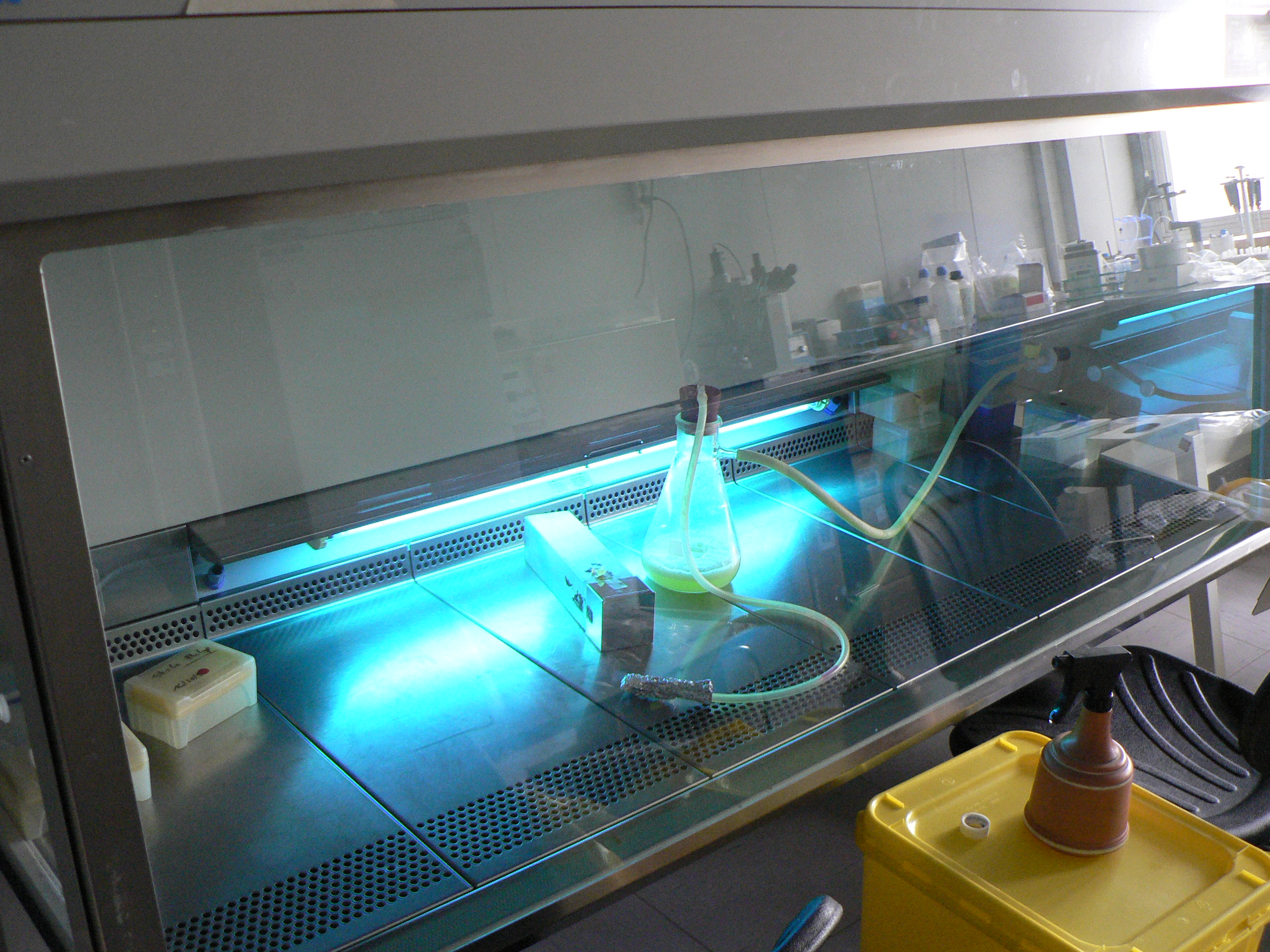
بخار الزّئبق ينطلق بضغط منخفض عبر الأنبوب ويفيض داخل الغطاء مع الأشعّة فوق البنفسجيّة ذات الأمواج القصيرة عندما لا تكون قيد الاستعمال، تعقيم السّطوح المشعّة من الملوّثات الحيويّة الدّقيقة.

الأشعّة فوق البنفسجيّة المبيدة للجراثيم (UVGI) هي طريقة التعقيم الّتي تستخدم ضوء الأشعة فوق البنفسجية في طول الموجة القصير بما فيه الكفاية لتحطيم الكائنات الحيّة الدّقيقة. هذه الطّريقة تستخدم في العديد من التطبيقات، مثل تنقية الغذاء، الهواء والماء. الأشعة فوق البنفسجية كانت مطفر معروف على المستوى الخلوي لأكثر من مئة عام. جائزة نوبل في الطب لعام 1903 مُنِحت لنيلس فينسن لاستعماله الأشعة فوق البنفسجية ضدّ السّل.
UVGI تستخدم طول الموجة القصيرمن الأشعّة فوق البنفسجية الّتي تؤذي الكائنات الحيّة الدّقيقة. إنّه فعّال في تحطيم الأحماض النوويّة في هذه الكائنات الحيّة بحيث أنّ حمضها النووي يتعطّل عن طريق الأشعّة فوق البنفسجيّة. هذا يلغي قدراتهم المنتجة ويقتلهم.
إنّ طول موجة الأشعّة فوق البنفسجية الّذي يسبّب هذا التّأثير نادر على الأرض كأنّ غلافها الجوّي يمنع ذلك. استعمال جهازUVGA في بيئات معيّنة مثل الهواء المنتشر أو أنظمة الماء يسبّب تأثيراً قاتلاً على الكائنات الحيّة الدّقيقة مثل مسبّبات الأمراض، الفيروسات والعفن الّتي توجد في هذه البيئات. إلى جانب وجود أنظمة التّنقية،UVGI يستطيع إزالة الكائنات الحيّة الدّقيقة الضّارة من هذه البيئات.
استعمال UVGI للتعقيم كان ممارسة مقبولة منذ منتصف القرن العشرين. كان يستخدم أساساً في تصريف المجاري الطبية وتعقيم أدوات العمل. لقد استُعمِل بشكل متزايد لتعقيم مياه الشرب والمخلّفات السّائلة، كما طوّقت المرافق المغلقة ويمكن تعميمها لضمان التّعرّض الأعلى للأشعّة فوق البنفسجيّة.في السّنوات الأخيرة UVGI أوجد تطبيقاً متجدّداً في انبراء الهواء.

## كيف تعمل الأشعة فوق البنفسجية المبيدة للجراثيم
الأشعة فوق البنفسجية هي أشعة كهرومغناطيسية مع طول موجة أقصر من الطيف المرئي.الأشعة فوق البنفسجية يمكن فصلها إلى نطاقات مختلفة، مع الأشعة فوق البنفسجية قصيرة المدى (UVC) تُعتبر «الأشعة فوق البنفسجية مبيدة للجراثيم.» في بعض أطوال الموجة تكون الأشعة فوق البنفسجية مطفّرة للبكتيريا في طول الموجة 2,537 أنغستروم (254 نانو متر) الأشعة فوق البنفسجية سوف تكسر الرّوابط الجزيئيّة بين الأحماض النوويّة للكائنات الحيّة الدّقيقة، حيث تُنتج دايمرز الثيامين في حمضها النووي وبذلك تدمّرها، ممّا يجعلها غير ضارّة أو تمنع نموّها وتكاثرها.إنّها معالجة مشابهة لتأثير الأشعة فوق البنفسجية ذات أطوال الموجة الأطول (UVB) على البشر، مثل حرق الشمس أو وهج الشمس.الكائنات الحية الدقيقة لديها حماية أقلّ من الأشعة فوق البنفسجية ولا تستطيع البقاء على قيد الحياة عندما تتعرّض لها لفترة طويلة.
UVGA هو نظام مصمَّم لتعريض البيئات مثل خزانات المياه، الغرف المغلقة وأنظمة دفع الهواء للأشعة فوق البنفسجية المبيدة للجراثيم. التّعرض يأتي من المصابيح المبيدة للجراثيم الّتي تنبعث منها أشعّة فوق بنفسجية كهرومغناطيسية مبيدة للجراثيم في طول الموجة الصّحيح، فتشعّ بذلك البيئة. التّدفق الإجباري للهواء أو الماء خلال هذه البيئة يضمن التّعرض.

## التّأثيرات
UVGI طريقة فعّآلة جدّاً لتدمير الكائنات الحية الدقيقة. بما أنّ غلاف الأرض الجوّي يمتصّ معظم الأشعّة فوق البنفسجية من الشّمس [بحاجة لمصدر] , لذا فالأشعّة فوق البنفسجية المبيدة للجراثيم نادرة جدّاً في جميع الظّروف. عندما تتركّز في بيئة مغلقة مثل خزّانات المياه أو نظام النقل بالأنابيب فهي تقتل مع مرور الوقت جميع الكائنات الحية الدقيقة.
فعالية الأشعة فوق البنفسجية المبيدة للجراثيم في مثل هذه البيئة تعتمد على عدد من العوامل: طول المدّة الّتي تتعرّض فيها الكائنات الحية الدقيقة للأشعة فوق البنفسجية، التّقلبات الكهربائيّة لمصدر الأشعة فوق البنفسجية الذي يؤثّر على طول موجة EM , وجود الجزيئات الّذي يمكن أن يحمي الكائنات الحية الدقيقة من الأشعة فوق البنفسجية، وقدرة الكائنات الحية الدقيقة على تحمّل الأشعّة فوق البنفسجية أثناء تعرّضها لها.
في العديد من الأنظمة يتحقق تكرار تعريض الكائنات الحية الدقيقة للأشعة فوق البنفسجية من خلال توزيع الهواء أو الماء مراراً وتكراراً. وهذا يضمن محاولات عديدة بحيث تكون الأشعة فوق البنفسجية فعالة ضد أكبر عدد ممكن من الكائنات الحية الدقيقة وسوف تكرّر تعريض الكائنات الحية الدقيقة المقاومة أكثر من مرّة لتدميرها.
فعاليّة هذا النّمط من التّعقيم يعتمد أيضاً على خط تعرض بصر الكائنات الحية الدقيقة لضوء الأشعة فوق البنفسجية. بعض البيئات حيث التّصميم يُحدِث صعوبات تعترض ضوء الأشعة فوق البنفسجية ليست بنفس الفعاليّة.في مثل هذه البيئة الفعالية تعتمد بعد ذلك على وضع نظام UVGI بحيث يكون خط البصر الأمثل للتعقيم.
مشكلة منفصلة من شأنها أن تؤثّر على UVGI هي الغبار أو مادة أخرى تغطّي المصباح، والّتي يمكن أن تخفض سعة الأشعة فوق البنفسجية.لذا المصابيح تتطلّب بديلاً سنويّاً وتنظيفاً محدّداً لضمان التّأثير.
مدّة صلاحيّة مصابيح الأشعة فوق البنفسجية المبيدة للجراثيم يعتمد على التّصميم. كذلك المواد الّتي صُنِع منها المصباح تستطيع امتصاص بعض الأشعّة المبيدة للجراثيم.
تبريد المصباح تحت التيّار الهوائي يمكن أن يخفّض سعة الأشعة فوق البنفسجية أيضاً، مثل هذه العناية يجب أن تؤخذ لحماية المصابيح من التيار الهوائي المباشر عن طريق عاكس مكافئ.أو إضافة مصابيح إضافيّة للتعويض عن تأثير التّبريد.
يمكن تحقيق زيادات في الفعالية وكثافة الاشعة فوق البنفسجية عن طريق استخدام الانعكاس.الألمنيوم له نسبة الانعكاس الأعلى مقابل المعادن الأخرى ويوصى به عند استعمال الأشعة فوق البنفسجية.

## إنشاء UVGI

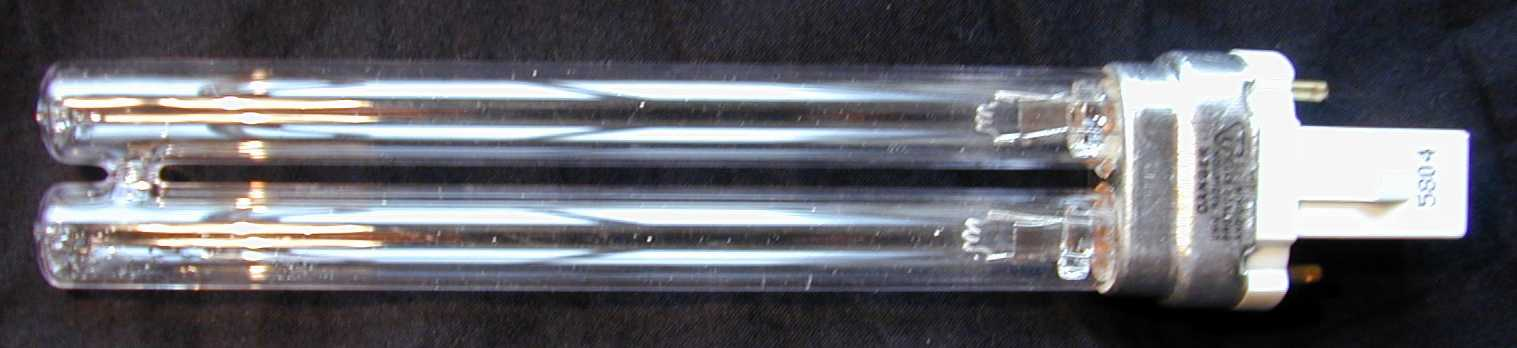
مصباح مبيد للجراثيم 9واط في مصباح مضغوط بالأشعة بشكل عصري فاعل

'المقالة الرئيسية:مصباح مبيد للجراثيم'
الأشعة فوق البنفسجية المبيدة للجراثيم تقدّم عن طريق مصباح بخار الزئبق الّذي يبعث الأشعة فوق البنفسجية في طول الموجة المبيد للجراثيم. بخار الزئبق ينبعث في 254 نانو متر. العديد من مصابيح الأشعة فوق البنفسجية المبيدة للجراثيم تستخدم محول خاصّ لضمان تدفّق كهربائي منتظم إلى المصابيح بحيث يحافظ على طول الموجة الصّحيح. بما أنّ الأشعة فوق البنفسجية المبيدة للجراثيم تمتلك نطاق تردّدي ضيّق، لذا فالتّقلبات الكهربائيّة ستعيد إضاءة البيئات الغير فعّآلة.في بعض الحالات،UVGI مصابيح يمكن تنشيطها بالموجات الدقيقة، مما يعطيها حياة مستقرّة طويلة جدّاً ومزايا أخرى. هذا يعرف ب'ميكروويف الأشعة فوق البنفسجية.' 
هناك عدّة أنواع مختلفة من المصابيح المبيدة للجراثيم:-مصابيح الأشعة فوق البنفسجية منخفضة الضّغط توفّر كفاءات عالية (حوالي 35%UVC) لكنّها أقلّ قوّة، عادةً الكثافة الكهربائية هي 1 واط/سم3.- مصابيح الأملغم للأشعّة فوق البنفسجية هي نسخة عالية القوّة من مصابيح الضغط المنخفض.إنّها تعمل في درجات الحرارة الأعلى ولديها فترة صلاحيّة تصل إلى 16,000 ساعة.كفاءتهم أخفض قليلاً من كفاءة مصابيح الضّغط المنخفض التّقليدية (حوالي 33% من ناتجUVC) والكثافة الكهربائيّة حوالي 2-3 واط/سم3.- مصابيح الأشعة فوق البنفسجية المتوسطة الضغط لديها خط ذروة طيف واسع وواضح وناتج إشعاع عالي لكن كثافة UVC أخفض بحوالي 10% أو أقلّ. عادةً الكثافة الكهربائية هي 30 واط/سم3 أو أكثر.
اعتماداً على زجاج الكوارتز المستعمل لجسم المصباح، مصابيح الضغط المنخفض والأملغم تيعث الضوء في 254 نانو متر و185 نانو متر (للأكسدة).
ضوء 185 نانو متر يستعمل لتوليد الأوزون.

## الأخطار المحتملة
في بعض أطوال الموجة (بما في ذلك UVC) تكون الأشعة فوق البنفسجية ضارة للبشر وغيرهم من أشكال الحياة الأخرى.في معظم أنظمة UVGI المصابيح تكون محميّة أو توجد في البيئات الّتي تحدّ من التعرّض، مثل خزّان الماء المغلق أو نظام دوران الهواء المغلق، غالباً توجد أجهزة تعشيق تقوم بإطفاء مصابيح الأشعة فوق البنفسجية آليّاً إذا فتح النّظام للوصول من قبل البشر.التعرّض المحدود يخفّف من خطر التّعرض للأذى.
في البشر، تعرّض البشرة لأطوال الموجة المبيدة للجراثيم من ضوء الأشعة فوق البنفسجية يمكن أن يسبّب حرق شمس و (في بعض الحالات) سرطان الجلد. تعرّض العيون لهذه الأشعة فوق البنفسجية يمكن أن يسبّب التهاب مؤلم جدّاً للقرنية وضعف الرؤية المؤقّت أو الدّائم.وبما يصل إلى العمى في بعض الحالات.الأشعة فوق البنفسجية يمكن أن تدمّر شبكية العين.
هناك خطر محتمل آخر هو إنتاج الأشعة فوق النفسجية من الأوزون.ضوء UVC من الشمس مسؤول جزئيّاً عن طبقة أوزون الأرض في الستراتوسفير، لكنّ الأوزون في مستوى الغلاف الجوّي يمكنه أن يكون ضارّاً بصحّة الإنسان. وكالة حماية البيئة الأمريكية خصّصت.05 جزء في المليون (ppm) من الأوزون ليكون مستوى آمن.صُمّمت المصابيح لتصدر UVC وتردّدات أعلى مخدرة بحيث أيّ ضوء أشعة فوق بنفسجية أقلّ من 254 نانو متر لا يتمّ إصداره، وبالتالي الأوزون لا يتمّ إنتاجه.مصباح الطّيف الكامل سيصدر جميع أطوال أمواج الأشعة فوق البنفسجية وسينتج الأوزون بالإضافة إلى UVC,UVB, وUVA. (يتم إنتاج الأوزون عندما تصدم الأشعة فوق البنفسجية جزيئات الأكسجين (O2), وهكذا تُنتج فقط عند وجود الأكسجين.)
الأشعة فوق البنفسجية قادرة على تحطيم الروابط الكيميائية.هذا يؤدّي إلى التّلف السريع للبلاستيك (العزل، اللدائن) وغيرها من المواد. لاحظ أنّ البلاستيك المُباع ليكون «مقاوم للأشعّة فوق البنفسجية» جُرِّب فقط لUVB , بما أنّ UVC لا يصل عادةً إلى سطح الأرض.عندما تستعمل الأشعة فوق البنفسجية قرب البلاستيك أو المطّاط، عناية عزل يجب أن تؤخذ لحماية المكوّنات المذكورة ;الشّريط المعدني أو ورق قصدير الألمنيوم سيكون كافياً.

## استعمالات الأشعة فوق البنفسجية المبيدة للجراثيم

### تعقيم الهواء
الأشعة فوق البنفسجية يمكن أن تستخدم لتعقيم الهواء بالتعرّض المطوّل. إنّها غير فعّآلة إلى حدّ كبير على الهواء المتحرّك عندما تُخفّض مرّات التعرّض بشكل كبير.أنظمة التّنقية الجويّة بالأشعة فوق البنفسجيّة المبيدة للجراثيم يمكن أن تكون وحدات قائمة بذاتها مع مصابيح الأشعة فوق البنفسجية المحميّة الّتي تستخدم مروحة لإجبار الهواء على عبور ضوء الأشعة فوق البنفسجية. أنظمة أخرى وُضِعت في أنظمة دفع الهواء بحيث أنّ توزيع الأماكن يحرّك الكائنات الحيّة الدّقيقة باتجاه المصابيح.المفتاح لهذا الشكل من التّعقيم هو وضع مصابيح الأشعة فوق البنفسجية ونظام تصفية جيّد لإزالة الكائنات الحة الدقيقة الميتة. على سبيل المثال، أنظمة دفع الهواء حسب التّصميم تعرقل خطّ البصر، هذا يخلق مناطق من البيئة ستبقى محميّة من ضوء الأشعة فوق البنفسجية.ومع ذلك، مصباح الأشعة فوق البنفسجية الموضوع في لفائف ووجه التنظيف لنظام التّبريد سيمنع الكائنات الحية الدقيقة من التشكّل في هذه الأماكن الرطبة بطبيعتها.

### تعقيم المياه
UVGI يستعمل بشكل شائع لتعقيم المياه في مجموعة متنوّعة من التّطبيقات.استعماله في معالجة مياه الصرف الصحّي يستبدل الكلور بسبب النواتج العرضيّة للمواد الكيميائيّة السّائلة.عيوب هذا الأسلوب هي أنّ الماء المعالج بالكلور مقاوم للإصابة مرّة أخرى، حيث مياه UVGI يجب أن يتمّ نقلها وتسليمها بمثل هذه الطّريقة لتجنّب التّلوّث. مجاري النفايات المنفردة الّتي ستعالج من قبل UVGI يجب أن تختبر لضمان أنّ الطّريقة ستكون فعّآلة بسبب التدخّلات المحتملة مثل المواد الصّلبة العالقة، الأصباغ أو المواد الأخرى الّتي قد تعيق أو تمتصّ الأشعة فوق البنفسجية.
«وحدات الأشعة فوق البنفسجية لعلاج دفعات صغيرة (1 إلى عدّة لترات) أو تدفّقات منخفضة (1 إلى عدّة لترات في الدّقيقة) من الماء على مستوى المجتمع المحلّي قُدّرت أن تكلّف 0,02 دولار أمريكي لكلّ 1000 لتر من الماء، بما في ذلك تكاليف الكهرباء والمواد المستهلكة وتكلفة رأس المال السّنوي للوحدة.»(منظمة الصحة العالمية) 

### حوض السّمك والبركة
الأشعة فوق البنفسجية تستخدم غالباً في تعقيم أحواض السمك والبرك للمساعدة على التّحكّم بالكائنات الحية الدقيقة غير المرغوب فيها بالماء. التّعقيم المستمرّ للماء يحايد الطّحالب وحيدة الخليّة وبذلك يزيد وضوح الماء. الأشعة فوق البنفسجية تضمن أيضاً أنّ الأسباب المرضيّة المكشوفة لا يمكنها التكاثر، بذلك يخفّض إمكانيّة تفشّي مرض داخل حوض السّمك.
معقّمات حوض السّمك والبركة صغيرة عادةً، مع تجهيزات للأنابيب التي تسمح للمياه لتدفق من خلال جهاز التّعقيم في طريقها إلى أو من مصفاة منفصلة خارجية. داخل جهاز التّعقيم، يتدفّق الماء بالقرب من مصدر ضوء الأشعة فوق البنفسجية، عادةً من خلال نظام إرباك الّذي يطوّل الوقت الّذي يتعرّض الماء خلاله للأشعّة.

### مختبر النّظافة
UVGI غالباً يستخدم لتعقيم معدّات مثل نظارة واقية، الآلات، &, وأدوات أخرى. موظّفي المختبر يعقّمون أيضاً الأواني الزّجاجية والأواني البلاستيكية بهذه الطّريقة.مختبرات علم الأحياء الدقيقة تستخدم UVGI لتعقيم السّطوح داخل خزانات الأمان الحيوية («أغطية») بين الاستعمالات.

### حماية الأغذية والمشروبات
منذ أن أصدرت إدارة الأغذية والعقاقير قانون عام 2001 مطالبة جميع منتجي عصير الفواكه والخضار باتباع ضوابط نظام تحليل المخاطر، ويقضي بتسجيل انخفاض 5 من مسببات الأمراض،UVGI شهد بعض الاستخدامات في تعقيم العصائر الطّازجة مثل شراب التفاح المضغوط الطازج.

### محايات EPROM
مصابيح UVGI تستعمل لمسح المعلومات المخزّنة في ذاكرة EPROM وتعني (ذاكرة قراءة فقط للبرامج القابلة للمسح) وهذه الذواكر عبارة عن دارات متكاملة تحوي فتحة مغطاة بزجاج شفاف ويمكن برمجة هذه الذواكر بواسطة مبرمجات خاصة ويمكن يمكن مسحها بواسطة تعريض الفتحة الشفافة للأشعة حوالي 20 دقيقة.
وقد أصبح استخدام هذه الذواكر نادراً بعد أن ظهرت أجيلااً أحدث مثل ذواكر القراءة القابلة للبرمجة والمسح كهربائيا EEPROM.
مصابيح UVB أوUVA ذات أطوال الموجة الأطول يمكن استعمالها أيضاً، لكنّ سرعة المحي أكبر بكثير.

## وصلات خارجية
- انبعاثات الأطياف من مختلف أنواع المصابيح المبيدة للجراثيم
- مصباح الزئبق
- منظمة الصحة العالمية